# Effectif actuel des Thunderbirds de Springfield
| No    | Nom                | Nat. | Position       | Arrivée |
| ----- | ------------------ | ---- | -------------- | ------- |
| +001, | Vadim Zherenko     |      | Gardien de but |         |
| +030, | Joel Hofer         |      | Gardien de but |         |
| +031, | Colten Ellis       |      | Gardien de but |         |
| +003, | Matthew Kessel     |      | Défenseur      |         |
| +004, | Tommy Cross – C    |      | Défenseur      |         |
| +006, | Austin Osmanski    |      | Défenseur      |         |
| +014, | Steven Santini – A |      | Défenseur      |         |
| +025, | Griffin Luce       |      | Défenseur      |         |
| +028, | Luke Witkowski     |      | Défenseur      |         |
| +033, | Brady Lyle         |      | Défenseur      |         |
| +055, | Dmitrii Samorukov  |      | Défenseur      |         |
| +009, | Brayden Guy        |      | Ailier gauche  |         |
| +011, | Hugh McGing        |      | Ailier gauche  |         |
| +018, | Mathias Laferriere |      | Ailier droit   |         |
| +019, | Anthony Angello    |      | Ailier droit   |         |
| +021, | Jake Neighbours    |      | Ailier gauche  |         |
| +022, | Greg Printz        |      | Ailier gauche  |         |
| +027, | Keean Washkurak    |      | Centre         |         |
| +029, | Nathan Todd        |      | Centre         |         |
| +036, | Matthew Highmore   |      | Ailier gauche  |         |
| +037, | Andrei Bakanov     |      | Ailier gauche  |         |
| +039, | Dylan McLaughlin   |      | Centre         |         |
| +041, | Will Bitten        |      | Ailier droit   |         |
| +063, | Matthew Peca       |      | Centre         |         |
| +077, | Drew Callin        |      | Ailier droit   |         |
| +091, | Martin Frk         |      | Ailier droit   |         |